# Britt Forsströmsson
Britt Iris Iren Forsströmsson, född 5 mars 1962 i Mörrums församling, Blekinge län, är en svensk folkmusiker.

## Biografi
Britt Forsströmsson föddes 1962 i Mörrums socken. Hon började spela violin 1971 och ärvde en fiol av sin farfar. Vidare utbildade hon sig i Karlshamns Kommunala Musikskola, Malmö Musikgymnasium, Musikhögskolan i Malmö, där hon bland annat studerade för Einar Sveinbjörnsson, Franciszek Lejczak och Xiao-Ming Ma. Hon har även tagit lektioner för Anton Kontra. Forsströmsson började 1992 arbeta som violinist i Malmö Symfoniorkester.

## Diskografi
- 1988 - Låtar Från Blekinge (Cassette), med Blekinge spelmansförbund.

## Utmärkelser
- 1980 - Zornmärket i silver "För klangmedvetet och övertygande låtspel."
- 2023 - Zornmärket i guld "För mästerligt och inspirerande spel av låtar från Blekinge."